# Roland Heitz
Roland Heitz (* 11. September 1957 in Neunkirchen) ist ein deutscher Schauspieler, Theaterregisseur und ehemaliger Theaterdirektor der Komödie Kassel.

## Leben und Wirken
Heitz absolvierte sein Schauspielstudium von 1976 bis 1979 an der Hochschule für Musik und Theater Saarbrücken. Anschließend war er unter anderem in Regensburg, Krefeld/Mönchengladbach, Lüneburg, Hannover und Hamburg engagiert. In Hamburg war er von 1993 bis 1994 zudem Oberspielleiter am Altonaer Theater. Danach wirkte er von 1995 bis 1998 als stellvertretender Intendant am Stadttheater Herford und arbeitete bis 2000 als freier Regisseur.
Von 2000 bis 2005 leitete Heitz als Direktor die Komödie Kassel, an der er zahlreiche Theaterstücke inszenierte und zudem als Schauspieler tätig war.
Als Regisseur wirkte er an zahlreichen Theatern, so unter anderem in Wien, Bremen, Münster, Detmold, Erfurt, Hagen, Heidelberg, Cottbus und Potsdam sowie bei den Gandersheimer Domfestspielen und am Torturmtheater Sommerhausen.
Einem breiten Publikum wurde er durch Episodenrollen in Fernsehserien bekannt, unter anderem spielte er in Unter uns, Die Schwarzwaldklinik, Verbotene Liebe, Schwarz Rot Gold und Der Landarzt.
Mit seiner Lebensgefährtin, der Schauspielerin Janina Korn, wirkte er 2021 in der Reality TV-Serie Das Sommerhaus der Stars – Kampf der Promipaare mit.